# 18 Til I Die
Albums de Bryan Adams
So Far So Good
(1993) MTV Unplugged
(1997)
18 Til I Die est le septième album de l'auteur-compositeur-interprète canadien de rock Bryan Adams, il est sorti en 1996.

## Titres
1. "The Only Thing That Looks Good on Me Is You" (3:37) - Adams, Lange
2. "Do to You" (4:11) - Adams, Lange
3. "Let's Make a Night to Remember" (6:19) - Adams, Lange
4. "18 til I Die" (3:30) - Adams, Lange
5. "Star" (3:42) - Adams, Lange, Kamen
6. "(I Wanna Be) Your Underwear" (3:18) - Adams, Lange
7. "We're Gonna Win" (2:27) - Adams, Lange
8. "I Think About You" (3:36) - Adams, Peters
9. "I'll Always Be Right There" (3:17) - Adams, Kennedy
10. "It Ain't a Party If You Can't Come 'Round" (3:47) - Adams, Lange
11. "Black Pearl" (4:00) - Adams, Lange
12. "You're Still Beautiful to Me" (5:14) - Adams, Lange
13. "Have You Ever Really Loved a Woman?" (4:48) - Adams, Lange, Kamen

existe aussi en version mauve
1. "The Only Thing That Looks Good on Me Is You" (3:37) - Adams, Lange
2. "Do to You" (4:11) - Adams, Lange
3. "Let's Make a Night to Remember" (6:19) - Adams, Lange
4. "18 til I Die" (3:30) - Adams, Lange
5. "Star" (3:42) - Adams, Lange, Kamen
6. "(I Wanna Be) Your Underwear" (3:18) - Adams, Lange
7. "I Think About You" (3:36) - Adams, Peters
8. "I'll Always Be Right There" (3:17) - Adams, Kennedy
9. "It Ain't a Party If You Can't Come 'Round" (3:47) - Adams, Lange
10. "Black Pearl" (4:00) - Adams, Lange
11. "Have You Ever Really Loved a Woman?" (4:48) - Adams, Lange, Kamen
12. "I finally found someone" (3:42) - Streisand, Adams, Hamlisch, Lange
13. "We're Gonna Win" (2:27) - Adams, Lange

## Musiciens
- Bryan Adams – guitare, chant
- Keith Scott – guitare
- Paco de Lucía- guitare sur "Have You Ever Really Loved a Woman"
- Mickey Curry – batterie
- Dave Taylor – basse
- Olle Romo – percussions
- Michael Kamen – piano, arrangements
- Mutt Lange – guitare

## Certification
| Pays        | Association       | Certification | Ventes/Équivalence |
| ----------- | ----------------- | ------------- | ------------------ |
| Allemagne   | BVMI              | or            | 250 000            |
| Australie   | ARIA              | 3x platine    | 210 000            |
| Autriche    | IFPI Austria      | or            | 25 000             |
| Belgique    | IFPI Belgium      | or            | 25 000             |
| Canada      | CRIA              | 3x platine    | 300 000            |
| États-Unis  | RIAA              | platine       | 1 000 000          |
| Finlande    | Musiikkituottajat | or            | 20 000             |
| Royaume-Uni | BPI               | 2x platine    | 600 000            |
| Suisse      | IFPI Switzerland  | platine       | 50 000             |